# Galgenberg (Schwarzenberg)
Der Galgenberg ist eine Erhebung im Westen der Altstadt von Schwarzenberg im sächsischen Erzgebirge.

## Beschreibung
Der nördlich des Rockelmanns gelegene Galgenberg besteht aus mittelkörnigem Zweiglimmergranit. Dieser setzt sich aus Quarz, Orthoklas, Plagioklas, Biotit und Muskovit zusammen und wird von zahlreichen Eisensteingängen durchschwärmt. Von 1757 bis 1790 wurde im Vorsichts-Stollen, der bis 1900 befahren wurde und später für die Wasserversorgung der Stadt verwendet wurde, und der Grube Roter Löwe insgesamt 2069 Fuder Eisenstein gefördert. Braunerde und teilweise vorhandene pseudovergleyte Bodentypen, die sich auf dem Verwitterungsgrus des Granitgesteins gebildet hatten, wurden bis ins 20. Jahrhundert als Ackerflächen verwendet. Seit der Mitte des 20. Jahrhunderts sind die flache Kuppe und die Oberhänge des Galgenberges mit Fichten, seltener vermischt mit Lärchen und Kiefern bedeckt. An den Terrassen an den Waldrändern wachsen vornehmlich Bergahorn, Espen, Ebereschen, Hasel und Vogelkirsche.
Eine der fünf Gerichtsstätten der Herrschaft bzw. des Amtes Schwarzenberg mit Dingstuhl, Galgen und Rad, die sich auf der Kuppe befand, verhalf der Anhöhe zu ihrem Namen. 1964 errichtete man darauf einen Fernsehumsetzer.